# دوییس
دوییس (به فرانسوی: Dohis) یک کمون در فرانسه است که در ان (ا-دو-فرانس) واقع شده‌است. دوییس ۸٫۱ کیلومتر مربع مساحت دارد ۲۰۱ متر بالاتر از سطح دریا واقع شده‌است.